# Jake Bean
Jake Bean (* 9. Juni 1998 in Calgary, Alberta) ist ein kanadischer Eishockeyspieler, der seit Juli 2024 bei den Calgary Flames in der National Hockey League (NHL) unter Vertrag steht und für diese auf der Position des Verteidigers spielt. Zuvor war Bean bereits für die Carolina Hurricanes und Columbus Blue Jackets in der NHL aktiv.

## Karriere
Jake Bean besuchte in seiner Jugend die „Edge School“, eine Privatschule westlich seiner Heimatstadt Calgary, und spielte für deren Eishockeyteams in lokalen Nachwuchsligen. Im Bantam Draft der Western Hockey League (WHL) blieb er unberücksichtigt, sodass er sich den lokalen Calgary Hitmen anschließend konnte, für die er mit Beginn der Saison 2014/15 in der WHL auflief. Der Durchbruch dort gelang ihm in der Spielzeit 2015/16, als er sich mit 64 Scorerpunkten aus 68 Partien unter den fünf offensivstärksten Abwehrspielern der Liga platzierte. Demzufolge wurde er im WHL East Second All-Star Team berücksichtigt und nahm am CHL Top Prospects Game teil, ehe ihn die Carolina Hurricanes im anschließenden NHL Entry Draft 2016 an 13. Stelle auswählten. Vorerst kehrte der Kanadier jedoch für zwei weitere Jahre in die WHL zurück, wo er seine bisherigen Leistungen im Wesentlichen bestätigte und 2017 erneut ins WHL East Second All-Star Team gewählt wurde. Im Januar 2018 transferierten ihn die Hitmen innerhalb der Liga zu den Tri-City Americans, wo er seine Juniorenkarriere beendete.
Nachdem Bean bereits im Juli 2016 einen Einstiegsvertrag bei den Carolina Hurricanes unterschrieben hatte, kam er gegen Ende der Spielzeit 2017/18 zu seinem Profidebüt bei deren Farmteam, den Charlotte Checkers aus der American Hockey League (AHL). Dort verbrachte er auch nahezu die gesamte Folgesaison, an deren Ende er mit den Checkers die AHL-Playoffs um den Calder Cup gewann. Mit 44 Punkten aus 70 Spielen wurde er darüber hinaus ins AHL All-Rookie Team gewählt. Parallel dazu kam der Verteidiger im November 2018 zu seinem Einstand für die Hurricanes in der National Hockey League (NHL), wobei es vorerst bei zwei Einsätzen blieb. Die Spielzeit 2019/20 verbrachte Bean in der Folge komplett in der AHL, wobei er seine Leistungen dort noch einmal deutlich auf 48 Punkte in 58 Spielen steigerte, damit bester Scorer unter den Abwehrspielern und demzufolge auch mit dem Eddie Shore Award als bester Verteidiger der AHL geehrt wurde. Ferner wählte man ihn ins AHL First All-Star Team und er vertrat die Checkers beim AHL All-Star Classic.
Zur Spielzeit 2020/21 etablierte sich Bean schließlich im NHL-Aufgebot der Hurricanes. Im Juli 2021 allerdings wurde er im Tausch für ein Zweitrunden-Wahlrecht im NHL Entry Draft 2021 an die Columbus Blue Jackets abgegeben, wo er wenig später einen neuen Dreijahresvertrag unterzeichnete. Dieser soll ihm mit Beginn der Saison 2021/22 ein durchschnittliches Jahresgehalt von ca. 2,3 Millionen US-Dollar einbringen. Nach Erfüllung dessen wechselte er im Juli 2024 als Free Agent zu den Calgary Flames.

### International
Erste internationale Erfahrungen sammelte Bean im Rahmen der World U-17 Hockey Challenge 2014 im November, bei der das Team Canada Black zwar nur den sechsten Platz belegte, er persönlich jedoch ins All-Star-Team des Turniers berufen wurden. Im U18-Bereich folgte eine Goldmedaille beim Ivan Hlinka Memorial Tournament 2015, ohne dass der Verteidiger sein Heimatland jedoch bei U18-Weltmeisterschaften vertrat. Anschließend gehörte er der kanadischen U20-Auswahl bei den U20-Weltmeisterschaften 2017 und 2018 an, bei denen das Team erst eine Silber- sowie im Folgejahr die Goldmedaille errang.

## Erfolge und Auszeichnungen
| - 2016 Teilnahme am CHL Top Prospects Game - 2016 WHL East Second All-Star Team - 2017 WHL East Second All-Star Team - 2019 Calder-Cup-Gewinn mit den Charlotte Checkers | - 2019 AHL All-Rookie Team - 2020 Teilnahme am AHL All-Star Classic - 2020 Eddie Shore Award - 2020 AHL First All-Star Team |

### International
- 2014 All-Star-Team der World U-17 Hockey Challenge im November
- 2015 Goldmedaille beim Ivan Hlinka Memorial Tournament
- 2017 Silbermedaille bei der U20-Weltmeisterschaft
- 2018 Goldmedaille bei der U20-Weltmeisterschaft

## Karrierestatistik
Stand: Ende der Saison 2024/25

### International
Vertrat Kanada bei:
- World U-17 Hockey Challenge 2014 im November
- Ivan Hlinka Memorial Tournament 2015
- U20-Weltmeisterschaft 2017
- U20-Weltmeisterschaft 2018

(Legende zur Spielerstatistik: Sp oder GP = absolvierte Spiele; T oder G = erzielte Tore; V oder A = erzielte Assists; Pkt oder Pts = erzielte Scorerpunkte; SM oder PIM = erhaltene Strafminuten; +/− = Plus/Minus-Bilanz; PP = erzielte Überzahltore; SH = erzielte Unterzahltore; GW = erzielte Siegtore; 1 Play-downs/Relegation; Kursiv: Statistik nicht vollständig)